# Litwinowia tenuissima
Litwinowia tenuissima är en korsblommig växtart som först beskrevs av Pall., och fick sitt nu gällande namn av Jurij Nikolajevitj Voronov och Nikolai Vasilievich Pavlov. Litwinowia tenuissima ingår i släktet Litwinowia och familjen korsblommiga växter. Inga underarter finns listade i Catalogue of Life.